# ببخشید اگر عشق صدایت می‌زنم
ببخشید اگر عشق صدایت می‌زنم (اسپانیایی: Perdona si te llamo amor‎) یک فیلم عاشقانه اسپانیایی است که در سال ۲۰۱۴ منتشر شد.

## گزیدهٔ بازیگران
- پالوما بلوید[۲]
- دانیله لیوتی[۲]
- ایرنه مونتالا[۲]
- آندرئا دورو[۲]
- پاتریسیا بیکو[۲]
- پابلو چیاپلا[۳]
- مارینا گاتل[۲]
- ماریونا ریباس[۲]
- جان کورنت[۲]
- خوئل بوسکد[۲]
- کریستینا بروندو[۲]